# Briniates
Les Briniates (ou Friniates au-dessus de Modène) sont une tribu ligure ou celto-ligure mentionnée par Tite-Live. 
Selon une hypothèse ancienne, ils étaient installés au sud du Pô supérieur et à l'ouest de Macra, leur capitale était Brignole, frazione de Rezzoaglio, dans l'actuelle province de Gênes.
Ils ont été soumis par Rome en 175 av. J.-C. par les consuls Marcus Aemilius Lepidus et Publius Mucius Scaevola.